# Minecraft (франшиза)
Minecraft (от англ. mine «добывать, выкапывать» + craft «умение; ремесло») — медиафраншиза, начавшаяся с одноимённой игры. Франшиза состоит из серии игр, книг и товаров; также в прокате находится фильм, а по франшизе проводятся тематические мероприятия.

## Minecraft
Minecraft — компьютерная инди-игра в жанре песочницы, созданная шведским программистом Маркусом Перссоном и выпущенная его компанией Mojang AB. Перссон опубликовал начальную версию игры в 2009 году; в конце 2011 года была выпущена стабильная версия для PC (Microsoft Windows), распространявшаяся через официальный сайт. В последующие годы Minecraft была портирована на Linux и macOS, Android, iOS и Windows Phone, PlayStation 4, Vita, VR, Xbox One, Nintendo 3DS, Switch и Wii U. В 2014 году корпорация Microsoft приобрела права на Minecraft вместе с компанией Mojang AB за 2,5 миллиарда $. Студия 4J портировала игру на игровые приставки, а Xbox Game Studios разработала мультиплатформенную версию Minecraft и специальное издание игры для образовательных учреждений.
Игра получила всеобщее признание среди игровой прессы и множество наград. Критики выделили такие основные достоинства, как реиграбельность, минималистичный дизайн, динамичный саундтрек и большая свобода творчества, ограниченная лишь фантазией игрока; недостатками они посчитали наличие недоработанных предметов и сложности с созданием сетевой игры, а также отсутствие в игре режима обучения. Разработчики устранили эти недостатки в последующие годы. На весну 2021 года было продано более 238 миллионов копий на всех платформах, что делает Minecraft самой продаваемой игрой в истории, 140 миллионов игроков запускали игру хотя бы раз в месяц. В декабре 2021 года Minecraft стала первой и, на данный момент, единственной видеоигрой, набравшей 1 триллион просмотров на YouTube.В популяризации и коммерческом успехе Minecraft большую роль сыграли пользовательский контент, в том числе видеоролики, распространяемые через YouTube, и множество сторонних модификаций.

## Спин-оффы

### Minecraft: Story Mode
13 октября 2015 года стал доступен первый эпизод приключенческой игры Minecraft: Story Mode, разработанной Telltale Games совместно с Mojang AB. Игра была выпущена на PC, PlayStation 3, PlayStation 4, Xbox 360, Xbox One, iOS и Android. 13 сентября 2016 года стал доступен последний эпизод, а 11 июля 2017 года — продолжение Minecraft: Story Mode — Season Two. 25 июня 2019 года оба сезона были изъяты из цифровых магазинов после банкротства Telltale Games.

### Minecraft Earth
17 октября 2019 года Mojang AB выпустила в раннем доступе мобильную игру с дополненной реальностью Minecraft Earth, в которой игроки могли собирать ресурсы и делать постройки, путешествуя в реальном мире. 5 января 2021 года игра получила последнее обновление и перестала поддерживаться разработчиками из-за пандемии COVID-19.

### Minecraft Dungeons
26 мая 2020 года Mojang Studios совместно с Double Eleven закончила разработку ролевого боевика Minecraft Dungeons. Игра была выпущена на PlayStation 4, Xbox One, Nintendo Switch и PC и стала доступна подписчикам Xbox Game Pass.

#### Minecraft Dungeons Arcade
В начале 2021 года Mojang анонсировала аркадную версию Minecraft Dungeons.

### Minecraft Legends
В июне 2022 года Mojang анонсировали стратегию Minecraft Legends. Игра была выпущена 18 апреля 2023 года.

## Фильмы

### Minecraft: История Mojang
Документальный фильм о разработке Mojang и Minecraft был выпущен в декабре 2012 года. Фильм был спродюсирован 2 Player Productions.

### Minecraft в кино
Впервые о фильме по Minecraft упомянул Маркус Перссон в своём «Твиттере» 27 февраля 2014 года. 2 марта 2014 началась работа над сценарием. 8 октября 2014 года Ву Буй, исполнительный директор Mojang AB, заявил, что разработка фильма только началась, и на экраны фильм выйдет к 2018 году. Он также упомянул, что фильм — «проект с большим бюджетом».
Изначально режиссёром фильма должен был стать Шон Леви, однако 21 июля 2015 года он был заменён на Роба Макэлхенни, 11 января 2019 года его заменил Питер Соллетт, а в апреле 2022 года должность занял Джаред Хесс. Среди подтверждённых актёров фильма — Джейсон Момоа и Мэтт Берри.
В 2016 года Mojang AB анонсировала название фильма — Minecraft: The Movie, а также дату выхода — 24 мая 2019 года. В дальнейшем выпуск фильма откладывался до 4 марта 2022 года, затем на неопределённый срок в связи с пандемией COVID-19, и, наконец, до 4 апреля 2025 года.
Съёмки фильма должны были начаться 7 августа в Новой Зеландии, но были отложены из-за забастовки SAG-AFTRA.
19 января 2024 года съемки начались и были закончены 12 апреля того же года. 5 сентября 2024 был опубликован первый трейлер фильма.